# Kyklop (film)
Kyklop er en dansk kortfilm fra 2012 instrueret af Nicolai Vernaccini Petersen.

## Handling
En mockumentary om Nicolai, en ambitiøs (og lettere virkelighedsfjern) elev fra KBH Film og Fotoskole i gang med sin afgangsfilm. Han har valgt at filme hele processen undervejs, som en form for bag kulisserne. Han har skrevet et alt for langt manuskript, som aldrig vil kunne realiseres, og da læreren dømmer projektet dødfødt, sætter Nicolai sig for at finde på en ny idé inden dagen er omme.

## Medvirkende
- Nicolai Vernaccini Petersen
- Bue Nielsen
- Ricky Vejzovic
- David Michael Jensen
- Rikke Ruby
- Peter Gantzler